# Grosville
Grosville é uma comuna francesa na região administrativa da Normandia, no departamento Mancha. Estende-se por uma área de 13,15 km². Em 2010 a comuna tinha 807 habitantes (densidade: 61,4 hab./km²).